# Nacachau
Nacachau (Nacachao, Nacaha, Nacachua), jedno od plemena američkih Indijanaca koje je pripadalo konfederaciji Hasinai i živjelio u kasnom 17. i ranom 18. stoljeću u istočnom Teksasu. Njihova naselja nalazila su se istočno od rijeke Neches. 
Godine 1716 za njih i druga Hasinai plemena utemeljena je misija San Francisco de los Neches, nakon čega se o njima veoma malo čulo. Moguće je da su asimilirani od ostalih Hasinai plemena.

## Vanjske poveznice
- Hodge